# Iliókastron
Iliókastron (Iliokastro) är en ort i Grekland.   Den ligger i prefekturen Nomós Argolídos och regionen Peloponnesos, i den sydöstra delen av landet, 70 km sydväst om huvudstaden Aten. Iliókastron ligger 264 meter över havet och antalet invånare är 550.
Terrängen runt Iliókastron är huvudsakligen kuperad, men den allra närmaste omgivningen är platt. Terrängen runt Iliókastron sluttar söderut. Närmaste större samhälle är Ermióni, 6,7 km söder om Iliókastron. 